# Kontinental-Pokal
Der Kontinental-Pokal (russisch Кубок Континента/Kubok Kontinenta) ist eine Trophäe der Kontinentalen Hockey-Liga. Sie wird seit der Saison 2009/10 an das punktbeste Team der Hauptrunde vergeben. Der Preis ist mit der Presidents’ Trophy der National Hockey League zu vergleichen.
Der Name der Trophäe wurde von den Fans der KHL bestimmt, die sich mit über 50 Prozent der abgegebenen Stimmen für Кубок Континента entschieden.

## Preisträger
Der erste Gewinner der Trophäe war Salawat Julajew Ufa in der Saison 2009/10. Bereits in der Saison 2008/09 war es Ufa ebenfalls gelungen, die Hauptrunde als punktbestes Team zu beenden. Im Jahr 2019 hat mit ZSKA Moskau erstmals eine Mannschaft sowohl den Kontinental-Pokal, als auch den Gagarin-Pokal im gleichen Jahr gewonnen.
| Saison  | Team | Team                     | Spiele | Punkte |
| ------- | ---- | ------------------------ | ------ | ------ |
| 2018/19 | W    | HK ZSKA Moskau           | 62     | 106    |
| 2017/18 | W    | SKA Sankt Petersburg     | 56     | 138    |
| 2016/17 | W    | HK ZSKA Moskau           | 60     | 137    |
| 2015/16 | W    | HK ZSKA Moskau           | 60     | 127    |
| 2014/15 | W    | HK ZSKA Moskau           | 60     | 139    |
| 2013/14 | W    | HK Dynamo Moskau         | 54     | 115    |
| 2012/13 | W    | SKA Sankt Petersburg     | 52     | 115    |
| 2011/12 | O    | HK Traktor Tscheljabinsk | 54     | 114    |
| 2010/11 | O    | HK Awangard Omsk         | 54     | 118    |
| 2009/10 | O    | Salawat Julajew Ufa      | 56     | 129    |

| W | Mitglied der West-Konferenz |
| O | Mitglied der Ost-Konferenz  |